# Sidi Okba
Sidi Okba è un comune dell'Algeria, situato nella provincia di Biskra.